# Rampa d'assedio

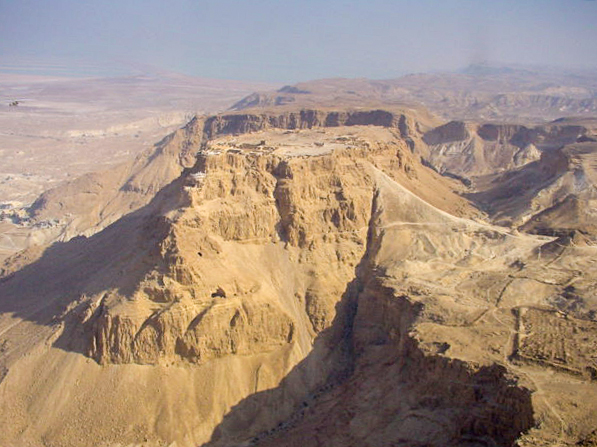
Il pianoro-fortezza di Masada; sulla destra è chiaramente visibile l'imponente rampa di accesso costruita dai Romani

La rampa d'assedio fu utilizzata dai legionari romani durante numerosi assedi di città poste in luoghi molto elevati (vedi ad es.le voci Masada e Battaglia di Avarico). Era una struttura costituita da tronchi di legno, pietre e terra messe insieme dai legionari, con la quale si raggiungeva l'altezza delle mura. Su questa rampa potevano essere poi poste torri d'assedio o macchine d'assedio di varia natura per attaccare le difese della città.

## Storia
Abbiamo in storia romana una serie di esempi. Ricordiamo ad esempio durante l'assedio di Atene da parte di Lucio Cornelio Silla dell87-86 a.C. il quale demolì il grande muro che conduceva da Atene al Pireo, utilizzandone le pietre, il legname e la terra, per la costruzione di una serie di rampe. E ancora:
(Appiano, Guerre mitridatiche, 31.)
Intuito rapidamente lo stato delle cose, i Romani ritirarono le loro macchine e riempirono di terra la rampa e, seguendo l'esempio del nemico, iniziarono loro stessi a scavare sotto le mura avversarie. Gli uomini, scavando sotto terra, si incontrarono tra gli opposti schieramenti e combatterono con spade e lance, sebbene al buio. E mentre ciò accadeva, Silla cominciò a martellare le mura nemiche anche con quegli arieti che erano stati posti in cima alle rampe, salvo che una di queste cadde a terra. Poi si affrettò a bruciare la torre vicina e riversò un gran numero di dardi di fuoco contro di essa, ordinò poi ai suoi soldati più coraggiosi, di salire sulle scale d'assedio. Entrambe le parti combatterono con coraggio, ma la torre [alla fine] fu bruciata.»
(Appiano, Guerre mitridatiche, 36.)

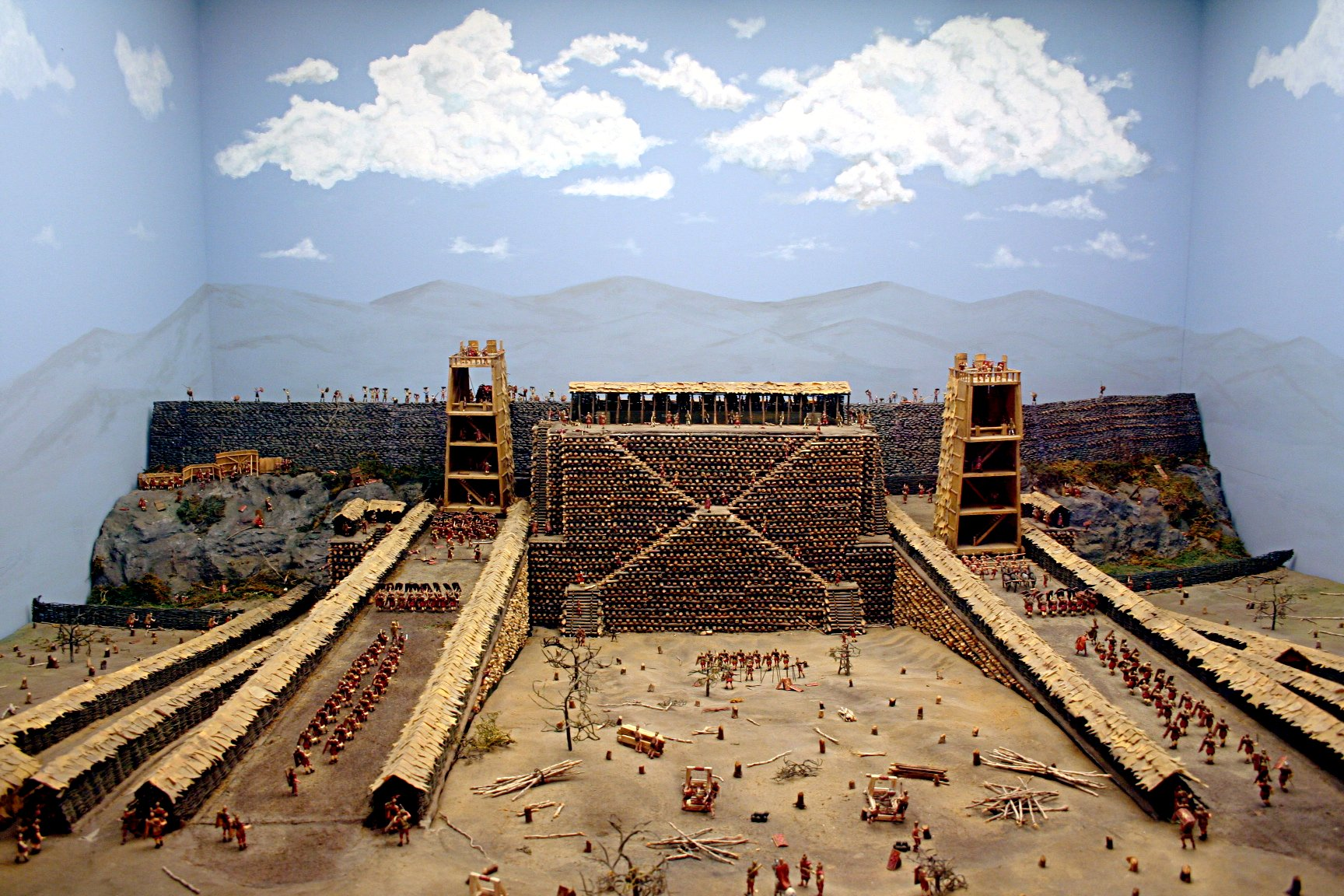
Diorama dell'assedio di Avarico.

Trent'anni più tardi fu la volta di Gaio Giulio Cesare, quando durante la conquista della Gallia, nel 52 a.C., giunto in prossimità della città di Avarico, pose il campo base di fronte a quella parte della città dove alcuni fiumi e la palude lasciavano uno stretto passaggio, e cominciò a costruire un ampio terrapieno di fronte alle mura (il cosiddetto Murus gallicus) dell'oppidum gallico, ad avvicinare le vineae ed a costruire due torri d'assedio. La natura del luogo impediva, infatti, di cingere la città con una linea fortificata continua, come fece più tardi ad Alesia.
L'assedio procedeva non senza difficoltà come ci racconta lo stesso Cesare:
(Cesare, De bello Gallico, VII, 22.)
Sebbene vi fossero questi continui impedimenti per l'esercito romano, i legionari, nonostante erano ostacolati dal freddo e dalle frequenti piogge, riuscirono a superare tutte le difficoltà ed a costruire nei primi venticinque giorni di assedio, un terrapieno largo quasi 100 metri ed alto quasi 24 metri, di fronte alle due porte della cittadella. Cesare, era così riuscito a raggiungere il livello dei contrafforti, tanto da renderli inutili per la difesa degli assediati.

### Fonti antiche
- Appiano, Guerre mitridatiche.
- Cesare, De bello Gallico